# Rienzstadion
Das Rienzstadion war eine Eishalle in der Stadt Bruneck in Südtirol und bis September 2021 die Heimspielstätte des HC Pustertal.
Die Eishalle wurde Anfang der 1970er-Jahre unter dem Namen Rienzstadion erbaut. Der Name wurde gewählt, weil sie nahe dem Fluss Rienz steht. Zuvor befand sich an ihrer Stelle ein Natureislaufplatz, der aufgrund der eher schattigen Lage dort angelegt worden war. Das Rienzstadion lag in der Nähe der Pfarrkirche Bruneck.

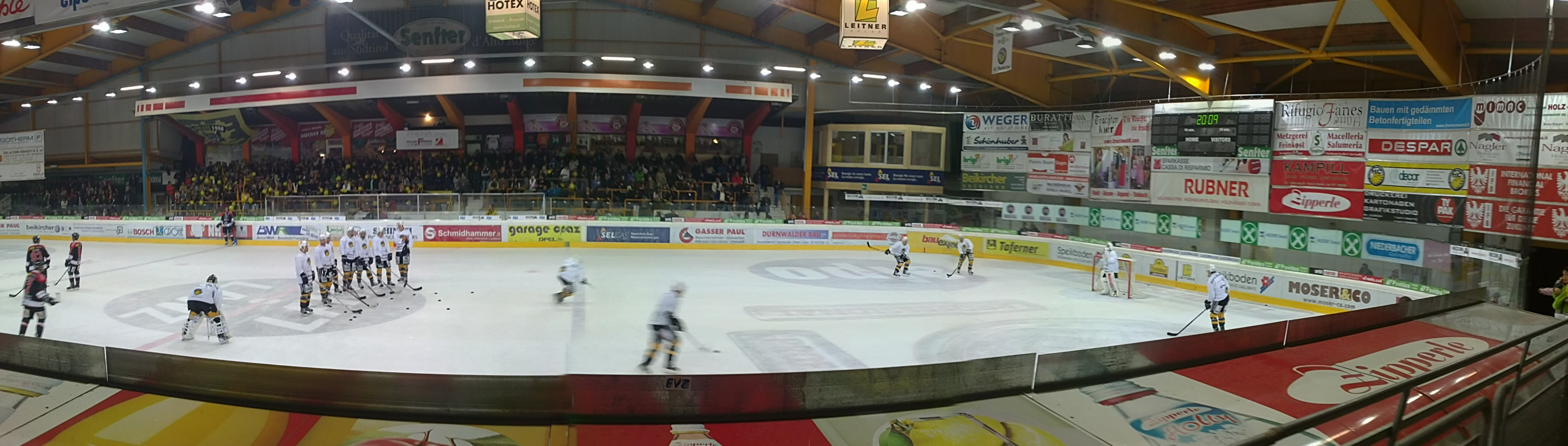
Innenansicht (2009)

Im Jahr 2009 wurde das Rienzstadion in „Leitner Solar Arena“ umbenannt. Grund war ein Abkommen mit der ortsansässigen Firma Leitner Solar AG. Bei Abschluss des Vertrages ging man davon aus, dass die Firma Leitner Solar eine Photovoltaikanlage auf dem Hallendach errichten würde. Da jedoch noch im selben Jahr Stimmen über den Bau eines neuen Stadions in der Schulzone von Bruneck laut wurden, entschied man sich aus diesem Grund keine Photovoltaikanlage zu montieren.
Vor der Saison 2014/15 folgte die Rückbenennung in Rienzstadion.
Das Rienzstadion wurde für Eishockeyspiele, Eissportveranstaltungen, Sportevents, als Konzert-, Kongress- und sonstige Veranstaltungshalle genutzt. Das Stadion verfügte über zwei große, einander gegenüberliegende Tribünen, zwei weitere kleine waren im Eingangsbereich und hinter dem gegenüberliegenden Tor.
Die Halle wurde hauptsächlich vom stadtansässigen Eishockeyverein HC Pustertal zu Trainings- und Spielzwecken genutzt. Auch einige Freizeitmannschaften verwendeten die Spielfläche zum Trainieren und um Spiele auszutragen. In den Jahren 2008, 2009 und 2010 wurde sie zur Austragung der Finalspiele des international bekannten Dolomitencups verwendet. Unter den teilnehmenden Mannschaften waren in den drei Jahren Frankfurt Lions, SCL Tigers, TWK Innsbruck, Team Italy, EV Zug, Kölner Haie und Black Wings Linz. Am 14. August 2010 wurde in Bruneck das einzige Spiel des Dolomitencups zwischen den beiden Topmannschaften EV Zug (National League A/Schweiz) und Nürnberg Ice Tigers (Deutsche Eishockey Liga/Deutschland) ausgetragen.
Verschiedene Eisgalen fanden auch manchmal im Rienzstadion statt. Im Sommer 2008 wurde es zur Begrüßung der italienischen Fußballmannschaft Inter Mailand verwendet, die anschließend ein mehrwöchiges Trainingslager in Reischach absolvierte.
Am 10. September 2021 fand im Rienzstadion das letzte Eishockeyspiel statt, bevor der HC Pustertal in die neu errichtete Intercable Arena umzog. Im Herbst 2023 wurde mit dem Abriss des Stadions begonnen.